# Коршунова, Зоя Павловна
Зо́я Па́вловна Ко́ршунова (24 октября 1932 — 12 июля 2018) — советский овощевод, Герой Социалистического Труда (1973).

## Биография
Зоя Павловна Коршунова родилась в 1932 году в деревне Яковлевское Гаврилов-Ямского района Ивановской Промышленной области. В 1953 году окончила Ростов-Ярославский сельскохозяйственный техникум по специальности «агроном».
Направлена в Башкирию, где в совхозе имени Цюрупы проработала всю жизнь. Была семеноводом-картофелеводом, потом выращивала капусту, лук, огурцы, помидоры, кабачки, редис. Почти тридцать лет возглавляла бригаду. Под её руководством овощеводы добились рекордных результатов: 300 центнеров картофеля с гектара, более 800 центнеров овощей с гектара.
Избиралась депутатом Верховного Совета Башкирии 7, 10 и 11 созывов, депутатом XXIV съезда КПСС. В 1973 году ей присвоено звание Героя Социалистического Труда с вручением ордена Ленина и медали «Серп и Молот».
Дочь и сын .

## Награды
Почётный гражданин Уфимского района Башкортостана, в её честь названа одна из улиц села Булгакова, где она жила.
В 1966 году Зоя Павловна получила за свои успехи орден Ленина.
Медали: «За доблестный труд» (1970), «За трудовую доблесть» (1971), «Ветеран труда» (1987), золотые медалями ВДНХ (1972, 1975, 1981).
Присвоено звание «Заслуженный агроном БАССР».